# 2. česká hokejová liga 2003/2004
2. česká hokejová liga v sezóně 2003/2004 byla 11. ročníkem samostatné třetí nejvyšší české soutěže v ledním hokeji.

## Fakta
- 11. ročník samostatné třetí nejvyšší české hokejové soutěže
- V baráži o 1. ligu uspěl tým HC Sareza Ostrava a postoupil tak do 1. ligy.
- Do krajských přeborů sestoupil HC Primalex ASK Rokycany, ostatní týmy se v baráži udržely. Nově postupující do 2. ligy: TJ Valašské Meziříčí.
- Prodeje licencí na 2. ligu: HC Frýdek-Místek do HK Šumperk 2003, HC Žraloci Vyškov do HC Technika Brno, HC Ytong Brno do SHK Hodonín.

### Systém soutěže
Soutěž byla rozdělena na tři skupiny, a to západní, střední a východní. Každé z těchto skupin se účastnilo 12 týmů. Základní část čítající 34 kol měla dvě fáze. V té první se týmy v rámci skupin utkaly každý s každým dvakrát (22 kol). Ve druhé fázi se sudé týmy ze skupiny utkaly se všemi lichými týmy dané skupiny dvoukolově. Druhá fáze měla tedy 12 kol.

#### Playoff
Do playoff postoupilo z každé skupiny 8 nejlepších týmů, přičemž skupiny západ a střed měly playoff společné. Skupina východ měla pouze playoff v rámci skupiny. Veškeré série playoff se hrály na 2 vítězná utkání, ve skupině východ na 3 vítězná utkání.
Ve společném playoff skupin západ a střed nejprve přišlo na řadu osmifinále, kde čekal první tým skupiny západ osmý tým skupiny střed, první tým skupiny střed osmý tým skupiny západ, druhý tým skupiny západ sedmý tým skupiny střed, atd. Vítězové osmifinále postoupili do čtvrtfinále, z něhož vede cesta pro nejlepší 4 celky do semifinále. Dva vítězové semifinále postoupili do baráže o 1. ligu.
Playoff skupiny východ bylo podobné. Vítěz skupiny východ ve čtvrtfinále narazil na osmý tým skupiny východ, druhý na sedmý, atd. Vítězové čtvrtfinále postoupili do semifinále, ze kterého vedla cesta pro dva nejúspěšnější celky do finále. Vítěz finále postoupil do baráže o 1. ligu.

#### Skupiny udržení a baráže
Čtyři nejhorší celky každé skupiny hrály dvoukolově o udržení. Poslední celky skupin o udržení musely svoji druholigovou příslušnost hájit v baráži, aby zabránily sestupu do krajských přeborů.

## Skupina západ
| Poř. | Tým                      | Zápasů | Výhry | Výhry v prodloužení | Remízy | Porážky v prodloužení | Porážky | Skóre   | Body |
| ---- | ------------------------ | ------ | ----- | ------------------- | ------ | --------------------- | ------- | ------- | ---- |
| 1.   | SK HC Baník Most         | 34     | 24    | 1                   | 0      | 2                     | 7       | 167:97  | 76   |
| 2.   | SHC Klatovy              | 34     | 23    | 1                   | 3      | 1                     | 6       | 135:82  | 75   |
| 3.   | HC Klášterec nad Ohří    | 34     | 22    | 3                   | 2      | 0                     | 7       | 136:75  | 74   |
| 4.   | HC Strakonice            | 34     | 20    | 3                   | 2      | 1                     | 8       | 149:96  | 69   |
| 5.   | HC Děčín                 | 34     | 15    | 2                   | 3      | 0                     | 14      | 109:90  | 52   |
| 6.   | HC Baník Sokolov         | 34     | 13    | 3                   | 2      | 1                     | 15      | 107:127 | 48   |
| 7.   | HC Hvězda Praha          | 34     | 14    | 0                   | 1      | 3                     | 16      | 117:119 | 46   |
| 8.   | HC Slovan Louny          | 34     | 12    | 1                   | 0      | 3                     | 18      | 108:131 | 41   |
| 9.   | HC Stadion Teplice       | 34     | 9     | 2                   | 1      | 1                     | 21      | 95:131  | 33   |
| 10.  | HC Příbram               | 34     | 9     | 1                   | 2      | 2                     | 20      | 100:140 | 33   |
| 11.  | HC Primalex ASK Rokycany | 34     | 6     | 2                   | 1      | 6                     | 19      | 94:161  | 29   |
| 12.  | HK Lev Slaný             | 34     | 7     | 2                   | 1      | 1                     | 23      | 95:163  | 27   |

### Skupina o udržení
| Poř. | Tým                      | Zápasů | Výhry | Výhry v prodloužení | Remízy | Porážky v prodloužení | Porážky | Skóre   | Body |
| ---- | ------------------------ | ------ | ----- | ------------------- | ------ | --------------------- | ------- | ------- | ---- |
| 9.   | HC Příbram               | 40     | 12    | 1                   | 2      | 3                     | 22      | 126:163 | 43   |
| 10.  | HC Stadion Teplice       | 40     | 11    | 2                   | 1      | 1                     | 25      | 111:160 | 39   |
| 11.  | HK Lev Slaný             | 40     | 9     | 4                   | 2      | 1                     | 24      | 127:186 | 38   |
| 12.  | HC Primalex ASK Rokycany | 40     | 8     | 2                   | 2      | 7                     | 21      | 115:181 | 37   |

## Skupina střed
| Poř. | Tým                           | Zápasů | Výhry | Výhry v prodloužení | Remízy | Porážky v prodloužení | Porážky | Skóre   | Body |
| ---- | ----------------------------- | ------ | ----- | ------------------- | ------ | --------------------- | ------- | ------- | ---- |
| 1.   | KLH Vajgar Jindřichův Hradec  | 34     | 22    | 2                   | 0      | 1                     | 9       | 131:68  | 71   |
| 2.   | HC Rebel Havlíčkův Brod       | 34     | 19    | 1                   | 2      | 2                     | 10      | 108:80  | 63   |
| 3.   | HC SOH Benátky nad Jizerou    | 34     | 16    | 3                   | 2      | 2                     | 11      | 107:97  | 58   |
| 4.   | NED Hockey Nymburk            | 34     | 16    | 0                   | 5      | 3                     | 10      | 94:80   | 56   |
| 5.   | TJ HC Vlci Jablonec nad Nisou | 34     | 15    | 2                   | 2      | 1                     | 14      | 112:106 | 52   |
| 6.   | HC ZVVZ Milevsko              | 34     | 13    | 1                   | 5      | 0                     | 15      | 85:102  | 46   |
| 7.   | HC Tábor                      | 34     | 13    | 1                   | 5      | 0                     | 15      | 104:115 | 46   |
| 8.   | HC Kobra Praha                | 34     | 14    | 0                   | 3      | 0                     | 17      | 92:104  | 45   |
| 9.   | HC Žďár nad Sázavou           | 34     | 12    | 2                   | 1      | 2                     | 17      | 104:107 | 43   |
| 10.  | TJ SC Kolín                   | 34     | 13    | 1                   | 1      | 1                     | 18      | 94:105  | 43   |
| 11.  | Spartak Pelhřimov             | 34     | 11    | 1                   | 1      | 2                     | 19      | 85:119  | 38   |
| 12.  | HC Chrudim                    | 34     | 10    | 1                   | 3      | 1                     | 19      | 79:112  | 36   |

### Skupina o udržení
| Poř. | Tým                 | Zápasů | Výhry | Výhry v prodloužení | Remízy | Porážky v prodloužení | Porážky | Skóre   | Body |
| ---- | ------------------- | ------ | ----- | ------------------- | ------ | --------------------- | ------- | ------- | ---- |
| 9.   | HC Žďár nad Sázavou | 40     | 15    | 2                   | 2      | 2                     | 19      | 134:136 | 53   |
| 10.  | TJ SC Kolín         | 40     | 16    | 1                   | 1      | 1                     | 21      | 122:127 | 52   |
| 11.  | Spartak Pelhřimov   | 40     | 14    | 1                   | 3      | 2                     | 20      | 115:147 | 49   |
| 12.  | HC Chrudim          | 40     | 11    | 1                   | 4      | 1                     | 23      | 95:137  | 40   |

## Společné playoff skupin západ a střed

### Osmifinále
- SK HC Baník Most - HC Kobra Praha 2:0 (3:2, 3:1)
- SHC Klatovy - HC Tábor 2:1 (4:1, 3:5, 5:2)
- HC Klášterec nad Ohří - HC ZVVZ Milevsko 0:2 (2:4, 2:4)
- HC Strakonice - TJ HC Vlci Jablonec nad Nisou 1:2 (6:3, 6:7 SN, 1:4)
- NED Hockey Nymburk - HC Děčín 2:0 (4:0, 4:0)
- HC SOH Benátky nad Jizerou - HC Baník Sokolov 2:0 (8:2, 8:2)
- HC Rebel Havlíčkův Brod - HC Hvězda Praha 2:1 (3:4 SN, 3:1, 4:2)
- KLH Vajgar Jindřichův Hradec - HC Slovan Louny 2:0 (7:2, 6:2)

### Čtvrtfinále
- SK HC Baník Most - HC ZVVZ Milevsko 2:0 (10:3, 3:2)
- SHC Klatovy - NED Hockey Nymburk 2:1 (5:2, 2:5, 2:1)
- HC Rebel Havlíčkův Brod - HC SOH Benátky nad Jizerou 2:1 (2:0, 1:2 SN, 3:1)
- KLH Vajgar Jindřichův Hradec - TJ HC Vlci Jablonec nad Nisou 2:1 (3:5, 3:2, 7:2)

### Semifinále
- SK HC Baník Most - HC Rebel Havlíčkův Brod 2:1 (0:3, 4:3 SN, 4:1)
- KLH Vajgar Jindřichův Hradec - SHC Klatovy 2:1 (8:1, 3:5, 5:4)

Týmy Mostu a Jindřichova Hradce postoupily do baráže o 1. ligu.

## Skupina východ
| Poř. | Tým                    | Zápasů | Výhry | Výhry v prodloužení | Remízy | Porážky v prodloužení | Porážky | Skóre   | Body |
| ---- | ---------------------- | ------ | ----- | ------------------- | ------ | --------------------- | ------- | ------- | ---- |
| 1.   | HC Sareza Ostrava      | 34     | 26    | 1                   | 3      | 0                     | 4       | 175:83  | 83   |
| 2.   | HC Blansko             | 34     | 21    | 0                   | 2      | 2                     | 9       | 106:62  | 67   |
| 3.   | TJ Nový Jičín          | 34     | 20    | 1                   | 0      | 2                     | 11      | 118:93  | 64   |
| 4.   | HK Kroměříž VTJ        | 34     | 18    | 4                   | 1      | 1                     | 10      | 115:105 | 64   |
| 5.   | HC Ytong Brno          | 34     | 15    | 3                   | 3      | 2                     | 11      | 110:96  | 56   |
| 6.   | HC Minor 2000 Přerov   | 34     | 16    | 2                   | 2      | 2                     | 12      | 127:85  | 56   |
| 7.   | HC TJ Šternberk        | 34     | 15    | 1                   | 3      | 2                     | 13      | 110:105 | 52   |
| 8.   | HC Orlová              | 34     | 11    | 4                   | 0      | 3                     | 16      | 110:103 | 44   |
| 9.   | HC Uničov              | 34     | 10    | 2                   | 3      | 3                     | 16      | 94:128  | 40   |
| 10.  | HC Frýdek-Místek       | 34     | 8     | 1                   | 3      | 2                     | 20      | 89:136  | 31   |
| 11.  | HC Spartak Velká Bíteš | 34     | 7     | 2                   | 1      | 1                     | 23      | 92:147  | 27   |
| 12.  | HC Žraloci Vyškov      | 34     | 4     | 1                   | 1      | 2                     | 26      | 62:165  | 17   |

### Skupina o udržení
| Poř. | Tým                    | Zápasů | Výhry | Výhry v prodloužení | Remízy | Porážky v prodloužení | Porážky | Skóre   | Body |
| ---- | ---------------------- | ------ | ----- | ------------------- | ------ | --------------------- | ------- | ------- | ---- |
| 9.   | HC Frýdek-Místek       | 40     | 12    | 2                   | 3      | 2                     | 21      | 121:152 | 45   |
| 10.  | HC Uničov              | 40     | 11    | 2                   | 3      | 4                     | 20      | 108:155 | 44   |
| 11.  | HC Spartak Velká Bíteš | 40     | 10    | 2                   | 1      | 1                     | 26      | 110:167 | 36   |
| 12.  | HC Žraloci Vyškov      | 40     | 7     | 1                   | 1      | 2                     | 29      | 84:187  | 26   |

## Playoff skupiny východ

### Čtvrtfinále
- HC Sareza Ostrava - HC Orlová 3:0 (3:2, 2:0, 10:4)
- HC Blansko - HC TJ Šternberk 3:1 (3:4 SN, 3:2 SN, 4:0, 2:1 P)
- TJ Nový Jičín - HC Minor 2000 Přerov 3:2 (0:1 P, 6:2, 1:0, 1:5, 4:0)
- HK Kroměříž VTJ - HC Ytong Brno 2:3 (5:3, 3:4 P, 2:0, 2:4, 2:4)

### Semifinále
- HC Sareza Ostrava - HC Ytong Brno 3:2 (3:2 P, 2:3 P, 2:1 SN, 1:3, 11:0)
- HC Blansko - TJ Nový Jičín 1:3 (2:3, 1:3, 4:1, 1:3)

### Finále
- HC Sareza Ostrava - TJ Nový Jičín 3:1 (4:3 P, 1:3, 3:1, 2:0)

Tým Sarezy Ostrava postoupil do baráže o 1. ligu.

## Baráž o 2. ligu

### 1. fáze

#### 1. kolo
- HC Kopřivnice (přeborník Moravskoslezského krajského přeboru) - HC Chotěboř (přeborník Pardubického krajského přeboru) 3:1, 1:6
- TJ HC Řisuty (přeborník Středočeského krajského přeboru) - HC Draci Bílina (přeborník Ústeckého krajského přeboru) 9:1, 7:6

#### 2. kolo
- HC Jičín B (přeborník Libereckého krajského přeboru) - OLH Spartak Soběslav (přeborník Jihočeského krajského přeboru) 2:3, 0:13
- HHK Velké Meziříčí (přeborník přeboru Kraje Vysočina) - HK Šumperk 2003 (přeborník Olomouckého krajského přeboru) 3:0, 2:3
- HC Jičín (přeborník Královéhradeckého krajského přeboru) - HC Mattoni Karlovy Vary (přeborník Karlovarského krajského přeboru) 11:2, 4:4
- HC Černošice (přeborník Pražského přeboru) - TJ Valašské Meziříčí (přeborník Zlínského krajského přeboru) 1:11, 1:8
- TJ Apollo Kaznějov (přeborník Plzeňského krajského přeboru) - HC Chotěboř (přeborník Pardubického krajského přeboru) 3:9, 4:7
- TJ HC Řisuty (přeborník Středočeského krajského přeboru) - SK Minerva Boskovice (přeborník Jihomoravského krajského přeboru) 5:0 kont., 5:0k

#### 3. kolo
- OLH Spartak Soběslav - TJ Valašské Meziříčí 2:10, 4:6
- HHK Velké Meziříčí - HC Jičín 3:3, 2:4
- TJ HC Řisuty - HC Chotěboř 4:5, 5:2

### 2. fáze
| Poř. | Tým                      | Zápasů | Výhry | Remízy | Porážky | Skóre | Body |
| ---- | ------------------------ | ------ | ----- | ------ | ------- | ----- | ---- |
| 1.   | HC Chrudim               | 9      | 5     | 3      | 1       | 41:27 | 13   |
| 2.   | HC Žraloci Vyškov        | 9      | 5     | 2      | 2       | 30:26 | 12   |
| 3.   | TJ Valašské Meziříčí     | 8      | 4     | 3      | 1       | 31:22 | 11   |
| 4.   | HC Jičín                 | 9      | 4     | 1      | 4       | 33:31 | 9    |
| 5.   | TJ HC Řisuty             | 8      | 3     | 0      | 5       | 27:32 | 6    |
| 6.   | HC Primalex ASK Rokycany | 9      | 0     | 1      | 8       | 18:42 | 1    |

- Zbylé zápasy již nedohrávaly, neboť již bylo jasno o všech postupujících.